# Halina Maria Zboroń
Halina Maria Zboroń (ur. 16 sierpnia 1959) – polska ekonomistka, dr hab. i profesor nadzwyczajna nauk ekonomicznych.

## Życiorys
Odbyła studia magisterskie z zakresu filozofii i kulturoznawstwa na Uniwersytecie im. Adama Mickiewicza w Poznaniu. 20 grudnia 1996 uzyskała doktorat dzięki pracy pt. Etyczny kapitalizm w świetle katolickiej doktryny społecznej, a 6 lipca 2010 habilitację na podstawie rozprawy zatytułowanej Teorie ekonomiczne w perspektywie poznawczej konstruktywizmu społecznego.
Była członkinią międzynarodowego stowarzyszenia etyki biznesu EBEN-Polska, oraz Rady Wydziału Ekonomii. Pełni funkcję profesora nadzwyczajnego Katedry Socjologii i Filozofii na Wydziale Ekonomicznym Uniwersytetu Ekonomicznego w Poznaniu.
Jej zainteresowania naukowe obejmują metodologię nauk ekonomicznych, metaekonomię, etykę gospodarczą oraz filozofię gospodarowania.

## Publikacje
- 2005: Kapitał społeczny jako kategoria socjoekonomiczna[2]
- 2009: Konstruktywizm społeczny – nowe teoretyczne podejście w badaniach nad gospodarką[2]
- 2009: Teorie ekonomiczne w perspektywie poznawczej konstruktywizmu społecznego[2]
- 2010: Konceptualizacje idei racjonalnego wyboru we współczesnej refleksji społecznej[2]
- 2013: Dyskurs metodologiczny we współczesnej ekonomii – próba dekonstrukcji podejścia modernistycznego[2]